# Стилет

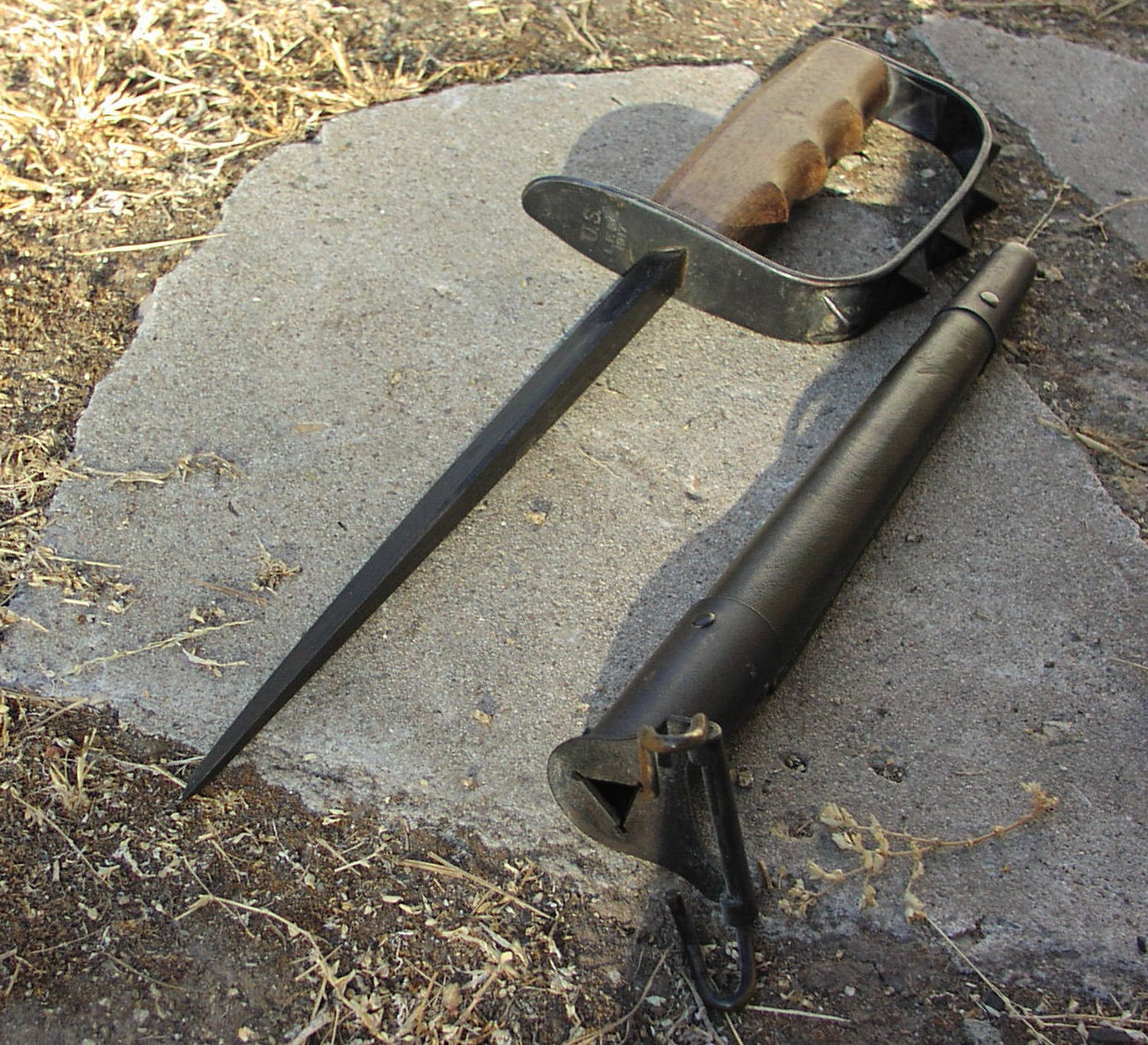
Американський тригранний стилет-кастет

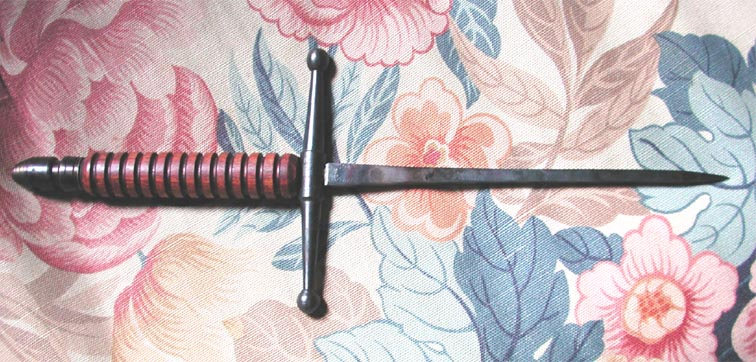
Куадрелло (чотиригранний стилет) сучасного виробництва

Стиле́т (італ. stilletto від дав.-гр. στῦλος — «паличка для письма», «гострий стрижень») — колюча холодна зброя, кинджал італійського походження з прямою хрестовиною та тонким і вузьким клинком, в класичному варіанті не має ріжучої кромки (леза). Перетин клинка може бути круглим, овальним, трьох- (найчастіше) або чотиригранним з долами і ребрами жорсткості або плоскими гранями, леза зазвичай відсутні. Знайшов поширення з початку XVI століття, за часів Ренесансу, проте був відомий і раніше. Невеликий розмір стилета дозволяв приховано носити його під одягом або маскувати в різних предметах, через що той був популярний у найманих вбивць і змовників, а також у жінок. У військовій справі стилет використовували як додаткову зброю або зброю самозахисту проти ворога, одягненого в обладунки. В наш час щось схоже на стилет використовують, щоб швидко вбити свиню в домашніх господарствах.

## Історія
Попередником стилета є так званий «кинджал милосердя», або мізерикорд (фр. misericord), який використовували для добивання супротивника та у випадку боротьби в обладунках. Малі розміри, зручна форма і відмінна гострота дозволяли йому найлегше проникати крізь зчленування лицарських обладунків, між лусочками панцира або кільцями кольчуги, тим самим припиняючи муки пораненого вмираючого воїна. Він з'явився в Європі в XII столітті і являв собою кинджал завдовжки 20-40 см, що має 3-4-хгранний клинок. Така ж зброя була і в Японії, там воно з'явилося також до XII ст. і мало назву йорої досі («протикач обладунків»).
Пізніше, на початку XVI століття, в італійських містах виникла така зброя як стилет. Передбачається, що причиною його появи з'явилися дуельні сутички, де кинджал з вузьким клинком використовували як зброю лівої руки. Ним відбивали атаки рапіри та шпаги. У цьому використанні він отримав найменування «дага». Розміри даги варіювалися залежно від виробників. Іспанський кинджал XVII століття мав загальну довжину 270 мм, клинка — 180 мм, товщину 5 мм. Німецький стилет XVII століття досягав довжини 390 мм, довжина і товщина клинка — відповідно 260 і 10 мм. Загальна довжина французького стилета того ж часу 475 мм, клинка — 350 мм при товщині 5 мм. Після зникнення лицарських обладунків і важких шпаг вага і довжина клинка дещо скоротилися, дага втратила гарду та перетворилася на відомий нам стилет з тонким клинком і прямої хрестовиною.